# اردوگاه افغانی
اردوگاه افغانی یک منطقهٔ مسکونی و اردوگاه پناهندگان در ایران است که در دهستان طراز ناهید واقع شده‌است. اردوگاه افغانی ۳٬۷۲۷ نفر جمعیت دارد.